# Tours préliminaires à la Coupe du monde de football 1950
Navigation
Éliminatoires 1938 Éliminatoires 1954
Cette page vous présente les différents tours préliminaires à la Coupe du monde 1950. C'est la 3e édition des éliminatoires depuis 1934.
32 pays sont inscrits pour le tour préliminaire mais seuls 19 disputent la compétition. En effet, la Birmanie, l'Argentine, l'Autriche, la Belgique, l'Équateur, l'Indonésie, le Pérou et les Philippines déclarent forfait avant le début des éliminatoires. Ainsi dans les zones d'Amérique du sud et d'Asie (qui disposent respectivement de quatre et une places qualificatives), pas un seul match n'est disputé en raison des forfaits. Subissant les multiples conséquences de la seconde guerre mondiale, l'Allemagne n'existe plus auprès de la FIFA depuis 1945. Elle est dans l'incapacité de s'inscrire et d'aligner une équipe (elle n'a plus joué le moindre match international depuis 1942 !). La Fédération allemande de football (DFB) ne renait effectivement de ses cendres qu'au début de l'été 1949, quelques semaines après la constitution de la RFA, alors que la phase éliminatoire pour la Coupe du monde 1950 a déjà commencé.
Seulement 9 des 16 participants attendus en phase finale ont joué au moins un match en phase éliminatoire. 
Cependant, 3 des qualifiés déclarent forfait pour la phase finale au dernier moment. Il s'agit de l'Écosse, de la Turquie et de l'Inde. Cette dernière, qualifiée sans avoir joué le moindre match, renonce au long voyage menant en Amérique du sud par manque de motivation. La France (deuxième du groupe 3), le Portugal (deuxième du groupe 6) et l'Irlande (deuxième du groupe 5, et prévenue dès le mois de mai par la FIFA de la possibilité d'une place vacante à prendre) sont alors repêchés, mais les trois fédérations refusent l'invitation, estimée trop tardive pour mettre en place la logistique d'une coupe du monde au Brésil. De ce fait, les 3 places resteront vacantes en phase finale, phénomène qui ne se reproduira plus dans les éditions suivantes.
Répartition des places qualificatives par zone :
- Zone Europe : 8 places (7 places qualificatives + l'Italie, championne du monde en titre)
- Zone Amérique du Sud : 5 places (4 places qualificatives + le Brésil, pays hôte)
- Zone Amérique du Nord, centrale et Caraïbes : 2 places
- Zone Asie : 1 place

## Zone Europe
18 équipes sont engagées pour se disputer 7 places en phase finale (l'Italie, championne en titre, étant d'office déjà qualifiée).

### Groupe 1:AngleterreetÉcosse
Les matchs de qualifications sont disputés dans le cadre du British Home Championship 1949-1950. Les deux premiers du championnat britannique, l'Angleterre (vainqueur) et l'Écosse, sont qualifiés. 
Vexée de n'avoir pu terminer à la première place, l'Écosse déclarera finalement forfait avant le début de la phase finale de la Coupe du monde. 
| Rang | Équipe         | Pts | J | G | N | P | Bp | Bc | Diff |  | Résultats (▼ dom., ► ext.) |     |     |     | Drapeau : Irlande (île) |
| ---- | -------------- | --- | - | - | - | - | -- | -- | ---- |  | -------------------------- | --- | --- | --- | ----------------------- |
| 1    | Angleterre     | 6   | 3 | 3 | 0 | 0 | 14 | 3  | +11  |  | Angleterre                 |     |     |     | 9-2                     |
| 2    | Écosse         | 4   | 3 | 2 | 0 | 1 | 10 | 3  | +7   |  | Écosse                     | 0-1 |     | 2-0 |                         |
| 3    | Pays de Galles | 1   | 3 | 0 | 1 | 2 | 1  | 6  | -5   |  | Pays de Galles             | 1-4 |     |     | 0-0                     |
| 4    | Irlande        | 1   | 3 | 0 | 1 | 2 | 4  | 17 | -13  |  | Irlande                    |     | 2-8 |     |                         |

### Groupe 2:Turquie
Premier tour
Lors du premier tour, la Syrie et la Turquie se rencontrent en matchs aller-retour.
| 20 novembre 1949 | Turquie                                                                       | 7 - 0 | Syrie | Stade du 19 mai, Ankara                   |                                           |
|                  | Cansever (en) 12e, 16e, 87e · Eken 44e · Lefter 66e · Keskin 67e · Gündüz 72e |       |       | Spectateurs : 66 000 Arbitrage : M. Gamba | Spectateurs : 66 000 Arbitrage : M. Gamba |

| Non disputé | Syrie | Forfait - Q. | Turquie |  |  |
|             |       |              |         |  |  |

Second tour
Lors du second tour, la Turquie doit rencontrer en matchs aller-retour l'Autriche, qui déclare forfait avant la première rencontre.
La Turquie se qualifie donc pour la Coupe du monde. Elle déclarera forfait avant le début de la phase finale.
|  | Équipe   |         |  |  |  |  |  |  |  |
|  | -------- | ------- |  |  |  |  |  |  |  |
|  | Turquie  | Q.      |  |  |  |  |  |  |  |
|  | Autriche | forfait |  |  |  |  |  |  |  |

### Groupe 3:Yougoslavie
Premier tour
Lors du premier tour, Israël et la Yougoslavie se rencontrent en matchs aller-retour.
| 21 août 1949 | Yougoslavie                                                                          | 6 - 0 | Israël | JNA Stadion, Belgrade                             |                                                   |
|              | Pajević (en) 12e, 19e, 39e · Senčar (en) 44e, · Že. Čajkovski 65e · Bobek 73e (pen.) |       |        | Spectateurs : 35 000 Arbitrage : Giovanni Galeati | Spectateurs : 35 000 Arbitrage : Giovanni Galeati |
|              | détails                                                                              |       |        | Spectateurs : 35 000 Arbitrage : Giovanni Galeati | Spectateurs : 35 000 Arbitrage : Giovanni Galeati |

| 18 septembre 1949 | Israël          | 2 - 5 | Yougoslavie                                                        | Stade du Maccabi, Tel Aviv                   |                                              |
|                   | Glazer 65e, 76e |       | 19e, 64e Valok · 20e Bobek · 41e Zl. Čajkovski · 82e Že. Čajkovski | Spectateurs : 20 000 Arbitrage : M. Künstler | Spectateurs : 20 000 Arbitrage : M. Künstler |
|                   | détails         |       |                                                                    | Spectateurs : 20 000 Arbitrage : M. Künstler | Spectateurs : 20 000 Arbitrage : M. Künstler |

Second tour
Le second tour voit l'entrée en lice de la France qui affronte en matchs aller et retour la Yougoslavie, qualifiée du premier tour. Après 2 matchs nuls sur des scores identiques (1-1), les 2 équipes disputent un match d'appui à Florence, très serré puisque la Yougoslavie l'emporte après prolongations sur le score de 3 à 2.
| 9 octobre 1949 | Yougoslavie       | 1 - 1 | France      | JNA Stadion, Belgrade                            |                                                  |
|                | Že. Čajkovski 36e |       | 55e Baillot | Spectateurs : 50 000 Arbitrage : M. Van der Meer | Spectateurs : 50 000 Arbitrage : M. Van der Meer |
|                | détails           |       |             | Spectateurs : 50 000 Arbitrage : M. Van der Meer | Spectateurs : 50 000 Arbitrage : M. Van der Meer |

| 30 octobre 1949 | France     | 1 - 1 | Yougoslavie | Stade Olympique, Colombes                  |                                            |
|                 | Baillot 9e |       | 44e Bobek   | Spectateurs : 53 569 Arbitrage : I. Scherz | Spectateurs : 53 569 Arbitrage : I. Scherz |
|                 | détails    |       |             | Spectateurs : 53 569 Arbitrage : I. Scherz | Spectateurs : 53 569 Arbitrage : I. Scherz |

| 11 décembre 1949 Match d'appui | Yougoslavie                              | 3 - 2 a.p. | France                   | Stade Giovanni Berta, Florence                    |                                                   |
|                                | Mihajlović 12e, 84e · Že. Čajkovski 114e |            | 13e Walter · 83e Luciano | Spectateurs : 25 000 Arbitrage : Giovanni Galeati | Spectateurs : 25 000 Arbitrage : Giovanni Galeati |
|                                | détails                                  |            |                          | Spectateurs : 25 000 Arbitrage : Giovanni Galeati | Spectateurs : 25 000 Arbitrage : Giovanni Galeati |

### Groupe 4:Suisse
Premier tour
Lors du premier tour, la Suisse et le Luxembourg se rencontrent en matchs aller et retour.
| 26 juin 1949 | Suisse                                                          | 5 - 2 | Luxembourg             | Stade du Hardturm, Zurich                     |                                               |
|              | Maillard (en) 20e · Fatton 30e 41e · Ballaman 48e · Antenen 59e |       | 3e Wagner · 88e Reuter | Spectateurs : 15 000 Arbitrage : M. Delasalle | Spectateurs : 15 000 Arbitrage : M. Delasalle |
|              | détails                                                         |       |                        | Spectateurs : 15 000 Arbitrage : M. Delasalle | Spectateurs : 15 000 Arbitrage : M. Delasalle |

| 18 septembre 1949 | Luxembourg                        | 2 - 3 | Suisse                                                  | Stade municipal, Luxembourg                |                                            |
|                   | Müller (lb) 38e · Kremer (en) 45e |       | 1re Maillard (en) · 59e Friedländer · 75e (pen.) Fatton | Spectateurs : 8 000 Arbitrage : M. Theunen | Spectateurs : 8 000 Arbitrage : M. Theunen |
|                   | détails                           |       |                                                         | Spectateurs : 8 000 Arbitrage : M. Theunen | Spectateurs : 8 000 Arbitrage : M. Theunen |

Second tour
La Suisse doit affronter la Belgique lors du second tour. La Belgique déclare forfait avant le début de la première rencontre, c'est donc la Suisse qui se qualifie directement pour la phase finale.
|  | Équipe   |         |  |  |  |  |  |  |  |
|  | -------- | ------- |  |  |  |  |  |  |  |
|  | Suisse   | Q.      |  |  |  |  |  |  |  |
|  | Belgique | forfait |  |  |  |  |  |  |  |

### Groupe 5:Suède
Dans ce groupe avec 3 équipes (la Suède, l'Irlande et la Finlande) où seule une place est attribuée au vainqueur de la poule, c'est la Suède qui termine en tête. Avant d'affronter la Suède pour le dernier match du groupe, la Finlande déclare forfait : la FIFA décide alors d'ignorer les résultats de tous les matchs de la Finlande pour ces éliminatoires et de reclasser les matchs déjà joués par la Finlande en amical.
| Rang | Équipe               | Pts     | J       | G       | N       | P       | Bp      | Bc      | Diff    |  | Résultats (▼ dom., ► ext.) |     |     |     |
| ---- | -------------------- | ------- | ------- | ------- | ------- | ------- | ------- | ------- | ------- |  | -------------------------- | --- | --- | --- |
| 1    | Suède                | 4       | 2       | 2       | 0       | 0       | 6       | 2       | +4      |  | Suède                      |     | 3-1 | 8-1 |
| 2    | République d'Irlande | 0       | 2       | 0       | 0       | 2       | 2       | 6       | -4      |  | République d'Irlande       | 1-3 |     | 3-0 |
| -    | Finlande             | Forfait | Forfait | Forfait | Forfait | Forfait | Forfait | Forfait | Forfait |  | Finlande                   | N/D | 1-1 |     |

En italique sur fond blanc : les résultats qui ne sont pas pris en compte par la FIFA dans les qualifications.

### Groupe 6:Espagne
Comme lors des éliminatoires pour la Coupe du monde 1934, l'Espagne et le Portugal sont placés dans le même groupe éliminatoire. Et comme en 1934, c'est l'Espagne qui élimine son voisin lusitanien et se qualifie pour la phase finale.
| 2 avril 1949 | Espagne                                                | 5 - 1 | Portugal    | Chamartín, Madrid                         |                                           |
|              | Zarra 11e, 58e · Basora 13e · Panizo 15e · Molowny 65e |       | 36e Cabrita | Spectateurs : 80 000 Arbitrage : M. Leafe | Spectateurs : 80 000 Arbitrage : M. Leafe |
|              | détails                                                |       |             | Spectateurs : 80 000 Arbitrage : M. Leafe | Spectateurs : 80 000 Arbitrage : M. Leafe |

| 9 avril 1949 | Portugal                      | 2 - 2 | Espagne                | Nacional de Jamor, Lisbonne               |                                           |
|              | Travassos 51e · J.Correia 53e |       | 24e Zarra · 82e Gainza | Spectateurs : 30 000 Arbitrage : M. Mowat | Spectateurs : 30 000 Arbitrage : M. Mowat |
|              | détails                       |       |                        | Spectateurs : 30 000 Arbitrage : M. Mowat | Spectateurs : 30 000 Arbitrage : M. Mowat |

## Zone Amérique du Sud
7 équipes s'inscrivent pour se disputer 4 places en phase finale (le Brésil, pays-hôte, étant d'office déjà qualifié).

### Groupe 7:BolivieetChili
Dans ce groupe, 2 places sont attribuées, pour 3 équipes engagées. Comme l'Argentine déclare forfait, la Bolivie et le Chili sont directement qualifiés pour la Coupe du monde. Deux matchs, officiellement classés en amical, ont toutefois bien été joués entre la Bolivie et le Chili à La Paz puis Santiago en février et mars 1950.
|  | Équipe    |         |  |  |  |  |  |  |  |
|  | --------- | ------- |  |  |  |  |  |  |  |
|  | Bolivie   | Q.      |  |  |  |  |  |  |  |
|  | Chili     | Q.      |  |  |  |  |  |  |  |
|  | Argentine | forfait |  |  |  |  |  |  |  |

### Groupe 8:ParaguayetUruguay
Dans ce groupe, 2 places sont attribuées, pour 4 équipes engagées. L'Equateur et le Pérou déclarent forfait, le Paraguay et l'Uruguay sont directement qualifiés pour la Coupe du monde sans disputer de match.
|  | Équipe   |         |  |  |  |  |  |  |  |
|  | -------- | ------- |  |  |  |  |  |  |  |
|  | Paraguay | Q.      |  |  |  |  |  |  |  |
|  | Uruguay  | Q.      |  |  |  |  |  |  |  |
|  | Équateur | forfait |  |  |  |  |  |  |  |
|  | Pérou    | forfait |  |  |  |  |  |  |  |

## Zone Amérique du Nord,  centrale et Caraïbes

### Groupe 9:MexiqueetÉtats-Unis
3 équipes d'Amérique du Nord et des caraïbes, les États-Unis, le Mexique et Cuba se disputent les 2 places qualificatives pour la Coupe du monde 1950 lors d'un tournoi organisé à Mexico. À domicile, le Mexique remporte ses 4 matchs et finit premier, devançant les États-Unis, deuxième et également qualifié pour le Mondial brésilien.
| Rang | Équipe     | Pts | J | G | N | P | Bp | Bc | Diff |  | Résultats (▼ dom., ► ext.) |     |     |     |
| ---- | ---------- | --- | - | - | - | - | -- | -- | ---- |  | -------------------------- | --- | --- | --- |
| 1    | Mexique    | 8   | 4 | 4 | 0 | 0 | 17 | 2  | +15  |  | Mexique                    |     | 6-0 | 2-0 |
| 2    | États-Unis | 3   | 4 | 1 | 1 | 2 | 8  | 15 | -7   |  | États-Unis                 | 2-6 |     | 5-2 |
| 3    | Cuba       | 1   | 4 | 0 | 1 | 3 | 3  | 11 | -8   |  | Cuba                       | 0-3 | 1-1 |     |

## Zone Asie

### Groupe 10:Inde
La zone Asie prévoit la participation de 4 équipes pour une place en phase finale. Les rencontres de ce groupe asiatique doivent se dérouler en deux tours, 1/2 finales et finale. Le vainqueur est qualifié pour la Coupe du monde. Aucun match n'est finalement joué, car la Birmanie, les Philippines et l'Indonésie déclarent forfait, entraînant la qualification directe de l'Inde.
L'Inde sera à son tour forfait pour la phase finale, non pas parce qu'elle n'a pas reçu la permission par la FIFA de jouer pieds nus, mais parce que les officiels indiens ne considèrent pas la compétition suffisamment importante à leurs yeux.
|  | Demi-finales | Demi-finales | Demi-finales | Demi-finales |      |      | Finale | Finale | Finale | Finale |
|  |              |              |              |              |      |      |        |        |        |        |
|  |              |              |              |              |      |      |        |        |        |        |
|  | Birmanie     | Birmanie     | forfait      | forfait      |      |      |        |        |        |        |
|  | Birmanie     | Birmanie     | forfait      | forfait      |      |      |        |        |        |        |
|  | Inde         | Inde         | Q.           | Q.           |      |      |        |        |        |        |
|  | Inde         | Inde         | Q.           | Q.           | Inde | Inde | Q.     | Q.     |        |        |
|  |              |              |              |              | Inde | Inde | Q.     | Q.     |        |        |
|  |              |              | -            |              |      |      |        |        |        |        |
|  | Philippines  | Philippines  | forfait      | forfait      |      |      |        |        |        |        |
|  | Philippines  | Philippines  | forfait      | forfait      |      |      |        |        |        |        |
|  | Indonésie    | Indonésie    | forfait      | forfait      |      |      |        |        |        |        |
|  | Indonésie    | Indonésie    | forfait      | forfait      |      |      |        |        |        |        |

## Qualifiés
- Brésil (pays organisateur)
- Italie (champion du monde 1938)
- Angleterre
- Turquie (finalement forfait pour la phase finale)
- Écosse (finalement forfait pour la phase finale)
- Yougoslavie
- Suisse
- Suède
- Espagne
- Mexique
- États-Unis
- Chili
- Paraguay
- Bolivie
- Uruguay
- Inde (finalement forfait pour la phase finale)